# 오키나가촌
오키나가촌(息長村)은 일본 시가현 사카타군에 설치되었던 촌이다. 현재의 마이바라시 중심부의 북동부 일대에 해당한다.